# María Pujalte
María Pujalte (Corunha, 22 de dezembro de 1966) é uma actriz espanhola.
Estudou canto, teatro e expressão corporal em Santiago de Compostela e na Scuola Internazionale dell'Attore Comico de Reggio Emilia com uma bolsa do Conselho da Corunha.
Fou membro de Centro Dramático Galego e das companhias de teatro Moucho Clerc e Compañía de Marías.

## Filmografia
- La noche que mi madre mató a mi padre (2016), de Inés París.
- Que se mueran los feos (2010), de Nacho G. Velilla.
- Rivales (2008), de Fernando Colomo.
- El regalo (2006), de Carlos Agulló.
- Semen, una historia de amor (2005), de Daniela Fejerman e Inés París.
- Cosas que hacen que la vida valga la pena (2004), de Manuel Gómez Pereira.
- Descongélate! (2003), de Dunia Ayaso e Félix Sabroso.
- En la ciudad (2003), de Cesc Gay.
- El lápiz del carpintero (2003), de Antón Reixa.
- A mi madre le gustan las mujeres (2002), de Daniela Fejerman e Inés París.
- La Parrilla (1999), de Xavier Manich.
- Los lobos de Washington (1999), de Mariano Barroso.
- El grito en el cielo (1998), de Dunia Ayaso e Félix Sabroso.
- Insomnio (1998), de Chus Gutiérrez.
- Perdona bonita, pero Lucas me quería a mí (1997), de Dunia Ayaso e Félix Sabroso.
- Libertarias (1996), de Vicente Aranda.
- Interferencias (1996), de Antonio Morales Pérez.
- Entre rojas (1995), de Azucena Rodríguez.
- El baile de las ánimas (1994), de Pedro Carvajal.
- As xoias da Señora Bianconero (1994), de Jorge Coira.
- Martes de carnaval (1991), de Fernando Bauluz e Pedro Carvajal.
- Sempre Xonxa (1989), de Chano Piñeiro.

### Curta-metragem
- Completo comfort (1997), de Juan Flahn
- La boutique del llanto (1995), de Iñaki Peñafiel
- Vamos a dejarlo (1999), de Daniela Fejerman e Inés París
- ¿A mí quién me manda meterme en esto? (1997), de Daniela Fejerman e Inés París

## TV

### Apresentadora
- Gala Premios Max, 2003

### Actriz
- Los Quién (2011-)
- Los misterios de Laura (2009-)
- Siete Vidas (2004-2006)
- Periodistas (1998-2001)

## Teatro
- The Real Thing (2010), de Tom Stoppard.[1]
- Gatas (2008), de Manuel González Gil e Daniel Botti.
- Las cuñadas (2008), de Michel Tremblay.
- El método Grönholm (2007), de Jordi Galcerán
- Dónde pongo la cabeza (2006), de Yolanda García Serrano
- Confesiones de mujeres de 30 (2002-2004)
- Caníbales (1996)
- Martes de Carnaval (1995) de Ramón María del Valle-Inclán
- Finisterra Broadway amén y squasch (1993)
- O Roixinol de Bretaña (1991) de Quico Cadaval
- Yerma (1990) de Federico García Lorca
- O Códice Clandestino (1989),  de Quico Cadaval
- O Mozo que chegou de lonxe (1989)

## Prêmios
- Unión de Actores, melhor atriz nova com Entre rojas, 1995
- Unión de Actores, melhor atriz secundária com Periodistas, 2000
- Premios Teatro de Rojas, melhor atriz con El método Grönholm, 2007
- Festival de Cans, Premio Pedigree de Honor, 2011[2]